# Трой (Техас)
Трой (англ. Troy) — місто (англ. city) в США, в окрузі Белл штату Техас. Населення — 2375 осіб (2020).

## Географія
Трой розташований за координатами 31°11′52″ пн. ш. 97°18′7″ зх. д. / 31.19778° пн. ш. 97.30194° зх. д. (31.197731, -97.302037).  За даними Бюро перепису населення США в 2010 році місто мало площу 10,44 км², з яких 10,42 км² — суходіл та 0,02 км² — водойми. В 2017 році площа становила 12,03 км², з яких 12,01 км² — суходіл та 0,02 км² — водойми.

## Демографія
Згідно з переписом 2010 року, у місті мешкало 1645 осіб у 617 домогосподарствах у складі 440 родин. Густота населення становила 158 осіб/км².  Було 660 помешкань (63/км²).
Расовий склад населення:
| - 88,1 % — білих - 1,7 % — чорних або афроамериканців - 0,9 % — азіатів - 0,2 % — вихідців з тихоокеанських островів - 0,2 % — корінних американців - 6,8 % — осіб інших рас |

До двох чи більше рас належало 2,1 %. Частка іспаномовних становила 21,8 % від усіх жителів.
За віковим діапазоном населення розподілялося таким чином: 28,4 % — особи молодші 18 років, 60,9 % — особи у віці 18—64 років, 10,7 % — особи у віці 65 років та старші. Медіана віку мешканця становила 35,0 року. На 100 осіб жіночої статі у місті припадало 93,5 чоловіків;  на 100 жінок у віці від 18 років та старших — 88,3 чоловіків також старших 18 років.
Середній дохід на одне домашнє господарство  становив 58 652 долари США (медіана — 49 779), а середній дохід на одну сім'ю — 69 510 доларів (медіана — 58 438). Медіана доходів становила 44 118 доларів для чоловіків та 37 206 доларів для жінок. За межею бідності перебувало 10,9 % осіб, у тому числі 12,2 % дітей у віці до 18 років та 16,5 % осіб у віці 65 років та старших.
Цивільне працевлаштоване населення становило 862 особи. Основні галузі зайнятості: освіта, охорона здоров'я та соціальна допомога — 21,6 %, роздрібна торгівля — 18,3 %, мистецтво, розваги та відпочинок — 11,6 %, виробництво — 10,8 %.